# تحليل وراثي
التحليل الوراثي هو العملية الشاملة للدراسة والبحث في مجالات العلوم التي تشمل علم الوراثة والبيولوجيا الجزيئية. هناك عدد من التطبيقات التي تطورت من هذا البحث، وهذه تعتبر أيضا أجزاء من العملية. يدور نظام التحليل الأساسي حول علم الوراثة العام. وتشمل الدراسات الأساسية تحديد الجينات والاضطرابات الوراثية.وقد أُجري هذا البحث لعدة قرون على أساس الملاحظة الفيزيائية على نطاق واسع وعلى نطاق أكثر مجهرية. يمكن استخدام التحليل الجيني بشكل عام لوصف الطرق المستخدمة والناتجة عن علوم الوراثة والبيولوجيا الجزيئية، أوالتطبيقات الناتجة عن هذا البحث.
يمكن إجراء التحليل الوراثي لتحديد الاضطرابات الوراثية/الموروثة وكذلك لإجراء تشخيص متباين في بعض الأمراض الجسدية مثل السرطان. تشمل التحليلات الوراثية للسرطان الكشف عن الطفرات، وجينات الاندماج، وتغيرات عدد نسخ الحمض النووي.

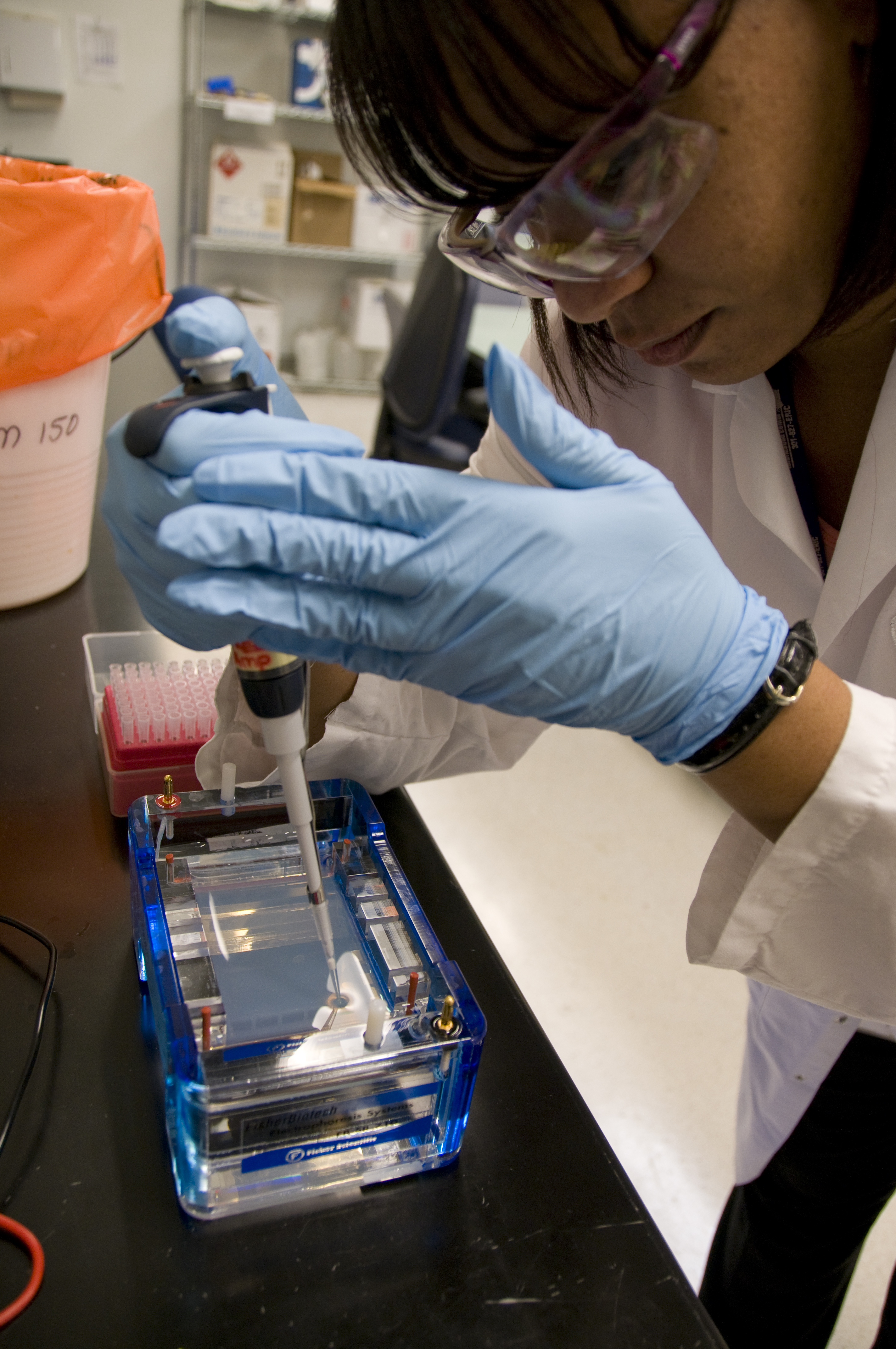
يقوم عالم الأحياء الدقيقة في إدارة الغذاء والدواء بإعداد عينات الحمض النووي لتحليل الرحلان الكهربائي للهلام.

## تاريخ التحليل الوراثي
بدأت الكثير من الأبحاث التي وضعت أساس التحليل الجيني في عصور ما قبل التاريخ. وجد البشر الأوائل أنه يمكنهم ممارسة التربية الانتقائية لتحسين المحاصيل والحيوانات. كما حددوا السمات الموروثة لدى البشر التي  تُخُلّص منها على مر السنين. تطورت العديد من التحليلات الجينية تدريجيا مع مرور الوقت.

### البحوث المندلية
المقالة الرئيسية: الوراثة المندلية
بدأ التحليل الجيني الحديث في منتصف القرن التاسع عشر مع البحث الذي أجراه جريجور مندل. أُلهم مندل، المعروف باسم "أبو علم الوراثة الحديث"، لدراسة التنوع في النباتات. بين 1856 و1863، زرع مندل واختبر حوالي 29000 نبات بازلاء. وأظهرت هذه الدراسة أن واحدة من كل أربعة نباتات بازلاء لديها أليلات متنحية أصيلة، واثنتان من كل أربعة هجينة وواحدة من كل أربعة كانت مسيطرة أصيلة.
قادته تجاربه إلى تقديم تعميمين، قانون انعزال الصفات وقانون التوزيع الحر، الذي أصبح فيما بعد يعرف باسم قوانين مندل للميراث. لاحظ مندل، العديد من الكائنات الحية واستخدم لأول مرة التحليل الوراثي ليجد      أن السمات موروثة من الآباء وأن هذه السمات يمكن أن تختلف بين الأطفال. في وقت لاحق، تبين أن وحدات داخل كل خلية هي المسؤولة عن هذه السمات. وتسمى هذه الوحدات بالجينات. يُعرف كل جين عن طريق سلسلة من الأحماض الأمينية التي تخلق البروتينات المسؤولة عن الصفات الوراثية.

## أنواع مختلفة من التحليل الوراثي
وتشمل التحليلات الجينية التكنولوجيات الجزيئية مثل تفاعل البوليميراز المتسلسل، وتسلسل الحمض النووي الرايبوزي منقوص الأكسجين، والصفائف للحمض النووي الرايبوزي منقوص الأكسجين، وأساليب الوراثة الخلوية مثل التنميط النووي والتهجين الموقعي المتألق.

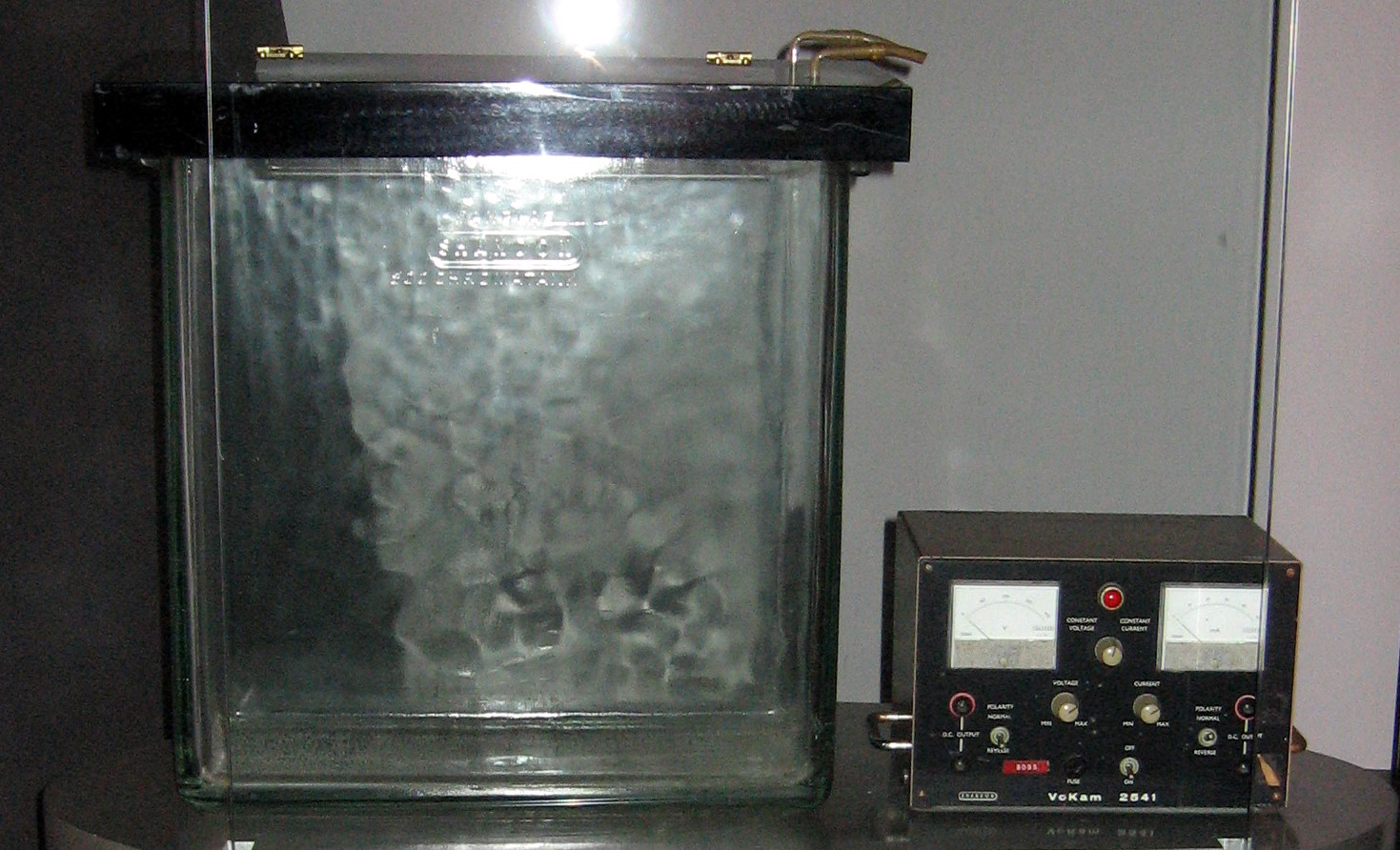
جهاز الرحلان الكهربائي.

### تسلسل الحمض النووي الرايبوزي منقوص الأكسجين
إن تسلسل الحمض النووي ضروري لتطبيقات التحليل الجيني. تستخدم هذه العملية لتحديد ترتيب قواعد النوكليوتيدات. يتكون كل جزيء من الحمض النووي الرايبوزي منقوص الأكسجين من الأدينين والغوانين والسايتوسين والثايمين، والتي تحدد الوظيفة التي ستمتلكها الجينات. اكتُشف هذا لأول مرة خلال السبعينيات. يشمل تسلسل الحمض النووي أساليب كيميائية حيوية لتحديد ترتيب قواعد النيوكليوتيدات، والأدينين، والغوانين، والسايتوسين، والثايمين. فبتوليد سلسلة الحمض النووي الرايبوزي منقوص الأكسجين لكائن حي معيَّن، نحدِّد الانماط التي تؤلف الصفات الوراثية وفي بعض الحالات السلوكية.
وقد تطورت أساليب التسلسل من إجراءات مضنية نسبياً قائمة على الهلام إلى بروتوكولات آلية حديثة تعتمد على وضع العلامات على الصباغة والكشف عنها في الرحلان الكهربائي الشعري الذي يسمح بالتسلسل السريع على نطاق واسع للجينوم والنسخ. أصبحت معرفة تسلسل الحمض النووي للجينات والأجزاء الأخرى من جينوم الكائنات الحية لا غنى عنها للبحوث الأساسية التي تدرس العمليات البيولوجية، وكذلك في المجالات التطبيقية مثل البحوث التشخيصية أو الطب الشرعي. وقد أدى ظهور تسلسل الحمض النووي بشكل كبير إلى تسريع البحوث والاكتشافات البيولوجية.

#### علم الوراثة الخلوية
علم الوراثة الخلوية هو فرع من علم الوراثة يهتم  بدراسة بنية ووظيفة الخلية، وخاصة الكروموسومات. تفاعل البوليميراز المتسلسل يدرس تضخيم الحمض النووي. بسبب التحليل الدقيق للكروموسومات في علم الوراثة الخلوية، يمكن رؤية التشوهات بسهولة أكبر وتشخيصها.

##### التنميط النووي
النمط النووي هو عدد ومظهر الكروموسومات في نواة الخلية حقيقية النواة. ويستخدم هذا المصطلح أيضا لوصف مجموعة كاملة من الكروموسومات في الأنواع، أو كائن حي فردي.

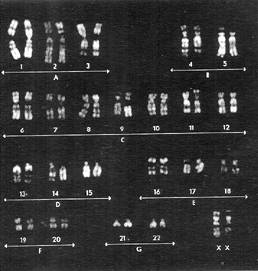
النمط النووي للكروموسومات

يصف النمط النووي عدد الكروموسومات، وكيف تبدو تحت المجهر الضوئي. يُهتم  إلى طولها، وموضع القطع المركزية، ونمط النطاقات، وأي اختلافات بين الكروموسومات الجنسية، وأي خصائص فيزيائية أخرى. يستخدم التنميط النووي نظامًا لدراسة الكروموسومات لتحديد التشوهات الجينية والتغيرات التطورية في الماضي.

###### الصفائف الدقيقة للحمض النووي الرايبوزي منقوص الأكسجين
المصفوفة الدقيقة للحمض النووي الرايبوزي منقوص الأكسجين هي مجموعة من بقع  الحمض النووي الرايبوزي منقوص الأكسجين المجهرية تعلق على سطح صلب. يستخدم العلماء  الصفائف الدقيقة للحمض النووي الرايبوزي منقوص الأكسجين لقياس مستويات التعبير لأعداد كبيرة من الجينات في وقت واحد أو للنمط الجيني لمناطق متعددة من الجينوم. عندما يُعبَّر عن جين في خلية، فإنه يولد الحمض النووي الرايبوزي الرسول. الجينات المفرطة تولد الحمض النووي الريبوزي  أكثر من الجينات غير المضغوطة. ويمكن الكشف عن ذلك على المصفوفة الدقيقة. بما أن المصفوفة يمكن أن تحتوي على عشرات الآلاف من المسابير، فإن تجربة المصفوفة الدقيقة يمكن أن تحقق العديد من الاختبارات الجينية بالتوازي. لذلك، تسارعت المصفوفات بشكل كبير في العديد من أنواع البحوث.

###### تفاعل البوليميراز المتسلسل
المقال الرئيسي: تفاعل البوليميراز المتسلسل
تفاعل البوليميراز المتسلسل  هي تقنية كيميائية حيوية في علم الأحياء الجزيئي لتضخيم نسخة واحدة أو بضع نسخ من قطعة من الحمض النووي عبر عدة أوامر، وتوليد الآلاف إلى الملايين من النسخ من تسلسل الحمض النووي معين.  تفاعل البوليمياز المتسلسل هو الآن تقنية شائعة ولا غنى عنها في كثير من الأحيان تستخدم في مختبرات البحوث الطبية والبيولوجية لمجموعة متنوعة من التطبيقات. وتشمل هذه الاستنساخ لأغراض ترتيب المتواليات، أو علم الوراثة  القائم على الحمض النووي، أو التحليل الوظيفي للجينات؛ تشخيص الأمراض الوراثية؛ تحديد البصمات الجينية (المستخدمة في علوم الطب الشرعي واختبار الأبوة) ؛ وكشف وتشخيص الأمراض المعدية.

## التطبيق العملي

### اختراق السرطان
وقد حُققت العديد من التطورات العملية في مجال علم الوراثة والبيولوجيا الجزيئية من خلال عمليات التحليل الجيني. واحدة من أكثر التطورات انتشارا خلال أواخر القرن العشرين وأوائل القرن الحادي والعشرين هو فهم أكبر لعلاقة السرطان بعلم الوراثة. ومن خلال تحديد الجينات في الخلايا السرطانية التي تعمل بشكل غير طبيعي، يصبح بوسع الأطباء تشخيص وعلاج السرطان بشكل أفضل.

#### إمكانيات
وقد تمكن هذا البحث من تحديد مفاهيم الطفرات الجينية وجينات الاندماج والتغيرات في أعداد نسخ الحمض النووي، ويُحرز تقدم في هذا المجال كل يوم. وقد أدى الكثير من هذه التطبيقات إلى أنواع جديدة من العلوم التي تستخدم أسس التحليل الجيني. يستخدم علم الوراثة العكسي الطرق لتحديد ما هو مفقود في الشفرة الوراثية أو ما يمكن إضافته لتغيير تلك الشفرة. تحلل دراسات الروابط الوراثية الترتيبات المكانية للجينات والكروموسومات. كما أجريت دراسات لتحديد الآثار القانونية والاجتماعية والأخلاقية لزيادة التحليل الوراثي. يمكن إجراء التحليل الوراثي لتحديد الاضطرابات الوراثية/الموروثة وكذلك لإجراء تشخيص تفاضلي في بعض الأمراض الجسدية مثل السرطان. تشمل التحليلات الوراثية للسرطان الكشف عن الطفرات، وجينات الاندماج، وتغيرات عدد نسخ الحمض النووي.